# NGC 300
NGC 300은 조각가자리에 있는 정상나선은하이다.
1986년, 앨런 샌디지가 NGC 300 까지의 거리를 약 541만 광년 (약 166만 파섹)으로 예측하였다. 1992년, 해당 값은 프리드먼에 의해 약 690만 광년 (약 210만 파섹)으로 변경되었다. 2006년, 이 값은 러시아의 천문학자 카라센체프에 의해 약 700만 ± 30만 광년 (약 215만 ± 10만 파섹)으로 증가되었다. 거의 같은 시간대에, 적색 거성 가지를 이용한 거리 추정법(TRGB)을 사용한 값은 약 590만 ± 40만 광년 (약 182만 ± 13만 광년)이었고, 점근거성가지법을 이용한 값은 약 610만 ± 40만 광년 (187만 ± 12만 파섹)이었다. 이러한 측정 결과들은 세페이드 변광성의 근적외선 분광법을 사용하여 계산 및 측정한 값인 약 610만 ± 20만 광년 (약 188만 ± 7만 파섹)과 별 차이가 없었다. 세페이드 변광성과 TCGB법을 조합하여 측정한 결과 약 607만 ± 23만 광년 (약 186만 ± 7만 파섹)으로 추정되었다.